# Topo Chico

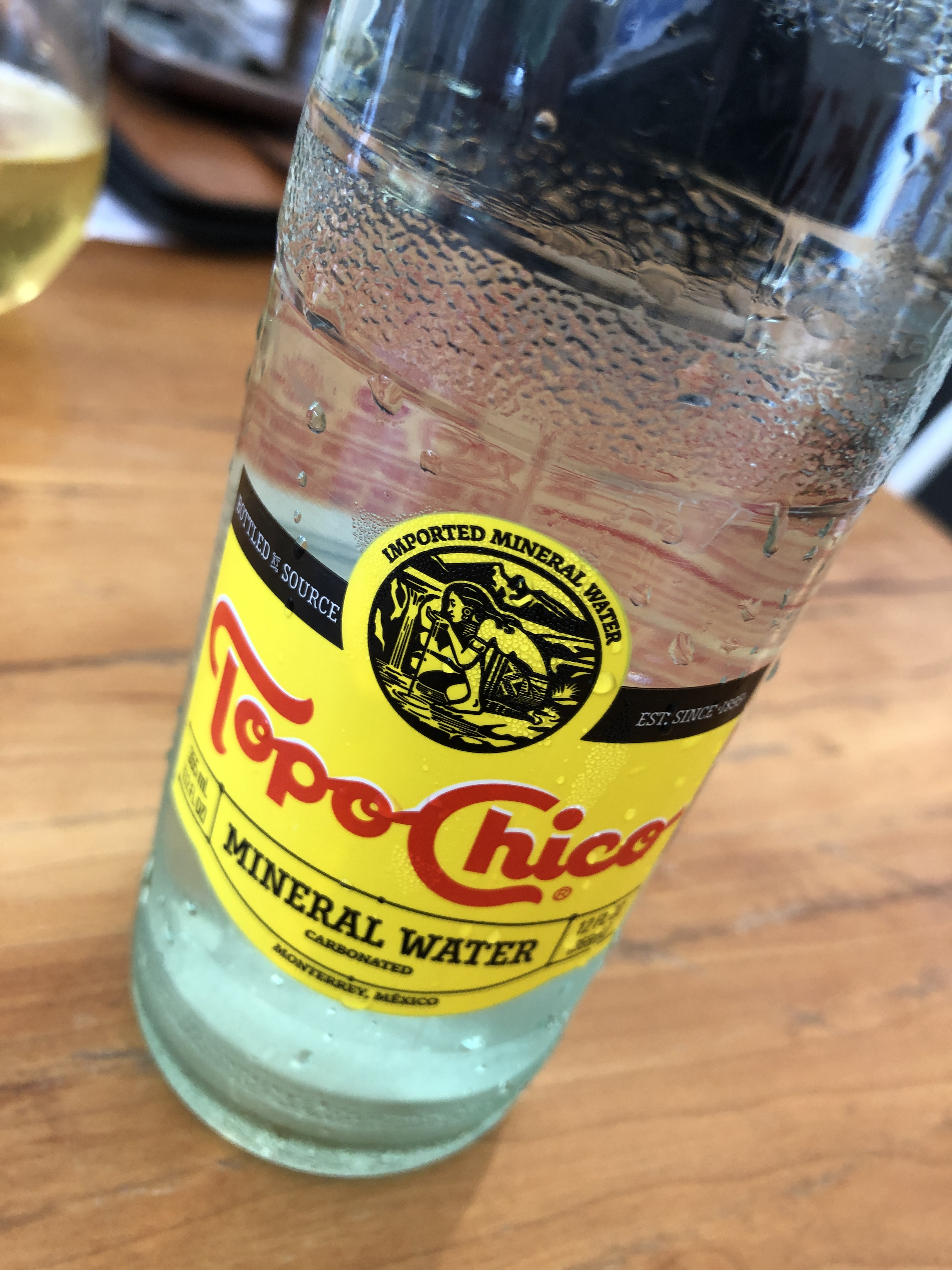
Una botella de vidrio de Topo Chico

Topo Chico es una botella de marca mexicana de agua mineral con gas. 
Topo Chico se obtiene y embotella en Monterrey, Nuevo León, México desde 1895. La bebida toma su nombre de la montaña Cerro del Topo Chico, cerca de Monterrey.
En 2017, The Coca-Cola Company compró Topo Chico por 220 millones de dólares. La marca fue originalmente popular en el norte de México y Texas, y más tarde la Coca-Cola Company ayudó a popularizarla en los Estados Unidos. La bebida tiene un seguimiento de culto.
El Agua de Rancho es un cóctel elaborado con tequila, zumo de lima y Topo Chico, sobre hielo, popular en Texas.